# Золотая Грива (Новосибирская область)
Золотая Грива — село в Чулымском районе Новосибирской области. Административный центр Каякского сельсовета.

## География
Площадь села — 48 га.

## История
В 1976 г. Указом Президиума ВС РСФСР посёлок центральной фермы № 2 совхоза «Кировский» переименован в село Золотая Грива.

## Население
| 2002 | 2007 | 2010 |
| ---- | ---- | ---- |
| 606  | ↗608 | ↘556 |

## Инфраструктура
В селе по данным на 2007 год функционируют 1 учреждение здравоохранения и 1 учреждение образования.